# Цинції (рід)
Цинції — впливовий плебейський рід (нобілів) у Стародавньому Римі. Відомий за його представниками на державних посадах з III ст. до н. е. Мали когномен Алімент.

## Найвідоміші Цинції
- Луцій Цинцій Алімент, претор 209 року до н. е., командувач флотом у Другій пунічній війні, історик-анналіст.
- Марк Цинцій Алімент, народний трибун 204 року до н. е., автор закону про заборону приймати подарунки за провадження судових справ.
- Марк Цинцій Алімент, префект Пізи у 194 році до н. е.
- Цинцій Север, сенатор й консул-суффект 197 року.